# Röhrsdorf (Chemnitz)
Röhrsdorf, Chemnitz-Röhrsdorf – dzielnica miasta Chemnitz w Niemczech, w kraju związkowym Saksonia. 